# Драчёво (городской округ Мытищи)
Драчёво — деревня в городском округе Мытищи Московской области России.

## Население
| 1852 | 1859 | 1890 | 1899 | 1926 | 2002 | 2010 |
| ---- | ---- | ---- | ---- | ---- | ---- | ---- |
| 121  | ↘103 | ↗116 | ↗120 | ↗200 | ↘17  | ↗27  |

## География
Расположена на севере Московской области, в северной части Мытищинского района, примерно в 24 км к северу от центра города Мытищи и 22 км от Московской кольцевой автодороги, на берегу канала имени Москвы, между Икшинским и Пестовским водохранилищами, входящими в его систему.
В деревне 9 улиц — Григорьевская, Драчевская, Канальная, Паромная, Полевая, Речная, Трёхсвятская, Чёрной речки, Якорная, и территория АОЗТ СХП Менжинец. Связана автобусным сообщением с железнодорожной станцией Катуар, находящейся в посёлке городского типа Некрасовский Дмитровского района. Ближайшие населённые пункты — посёлок Менжинец, деревни Рождественно и Фоминское.

## История
В 1572—1585 гг. село с деревянной церковью во имя Трёх Святителей находилось в вотчине Троицы Сергиева монастыря и в писцовых книгах 1623—1624 гг. описывалось так:

Живоначальныя Троицы Сергиева монастыря вотчина село Грачево, а Драчево тож, на речке Черной, а в нем храм во имя Трех Святителей: Василия Великаго, Григория Богослова и Иоанна Златоустаго…— Холмогоров В. И., Холмогоров Г. И. Исторические материалы для составления церковных летописей Московской епархии

Драчево, село 2-го стана, Государств. Имущ., 55 душ м. п., 66 ж., 1 церк., 19 дворов, Назарьевской волости, 34 версты от Бутырск. заставы, по Дмитровск. тракту, вправо 2 версты.— Нистрем К. Указатель селений и жителей уездов Московской губернии, 1852
В «Списке населённых мест» 1862 года — казённое село Московского уезда по правую сторону Дмитровского тракта (из Москвы в Калязин), в 35 верстах от губернского города и 21 версте от становой квартиры, при речке Черноземихе, с 18 дворами, православной церковью и 103 жителями (49 мужчин, 54 женщины).
По данным на 1899 год — село Марфинской волости Московского уезда с 120 жителями.
В 1913 году в селе 23 двора и казённая винная лавка.
По материалам Всесоюзной переписи населения 1926 года — центр Драчёвского сельсовета Трудовой волости Московского уезда в 5,5 км от Дмитровского шоссе и 6,5 км от станции Катуар Савёловской железной дороги, проживало 200 жителей (82 мужчины, 118 женщин), насчитывалось 44 хозяйства, из которых 38 крестьянских, имелась школа 1-й ступени.
С 1929 года — населённый пункт в составе Коммунистического района Московского округа Московской области. Постановлением ЦИК и СНК от 23 июля 1930 года округа как административно-территориальные единицы были ликвидированы.
1994—2006 гг. — деревня Сухаревского сельского округа Мытищинского района.
2006—2015 гг. — деревня сельского поселения Федоскинское Мытищинского района.

## Достопримечательности
Кирпичная пятиглавая церковь Трёх Святителей, построенная в русском стиле в 1899—1905 гг. Закрыта в 1930-х гг., вновь открыта в 1995 году. Является объектом культурного наследия России, как памятник архитектуры регионального значения.